# Радзымин
Радзымин (пол. Radzymin) — город в Польше, входит в Мазовецкое воеводство, Воломинский повят. Имеет статус городско-сельской гмины. Занимает площадь 23,32 км². Население 12644 человек (на 2017 год).

## История
Сражение под Радзимином

## Фотографии

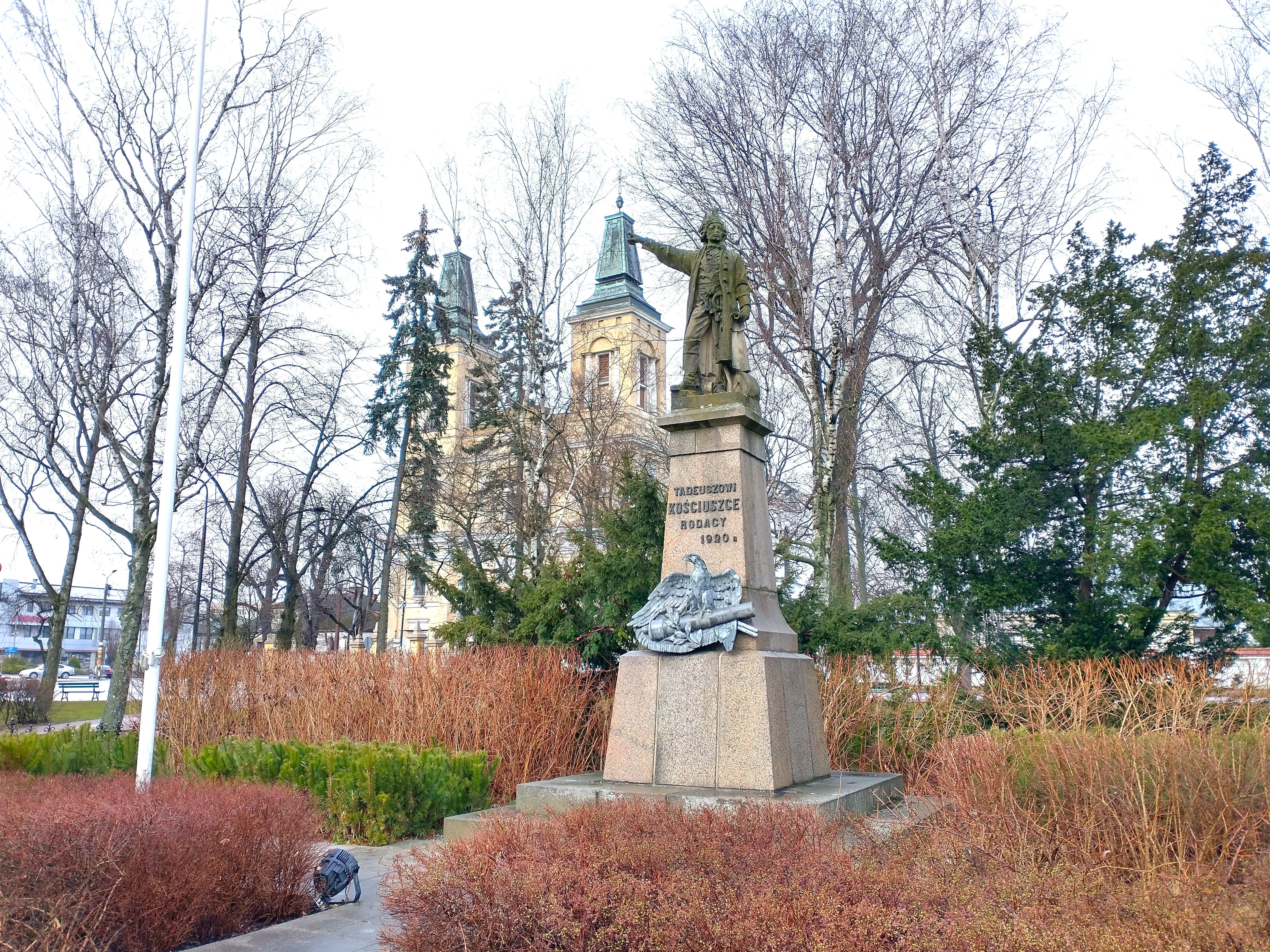
Памятник
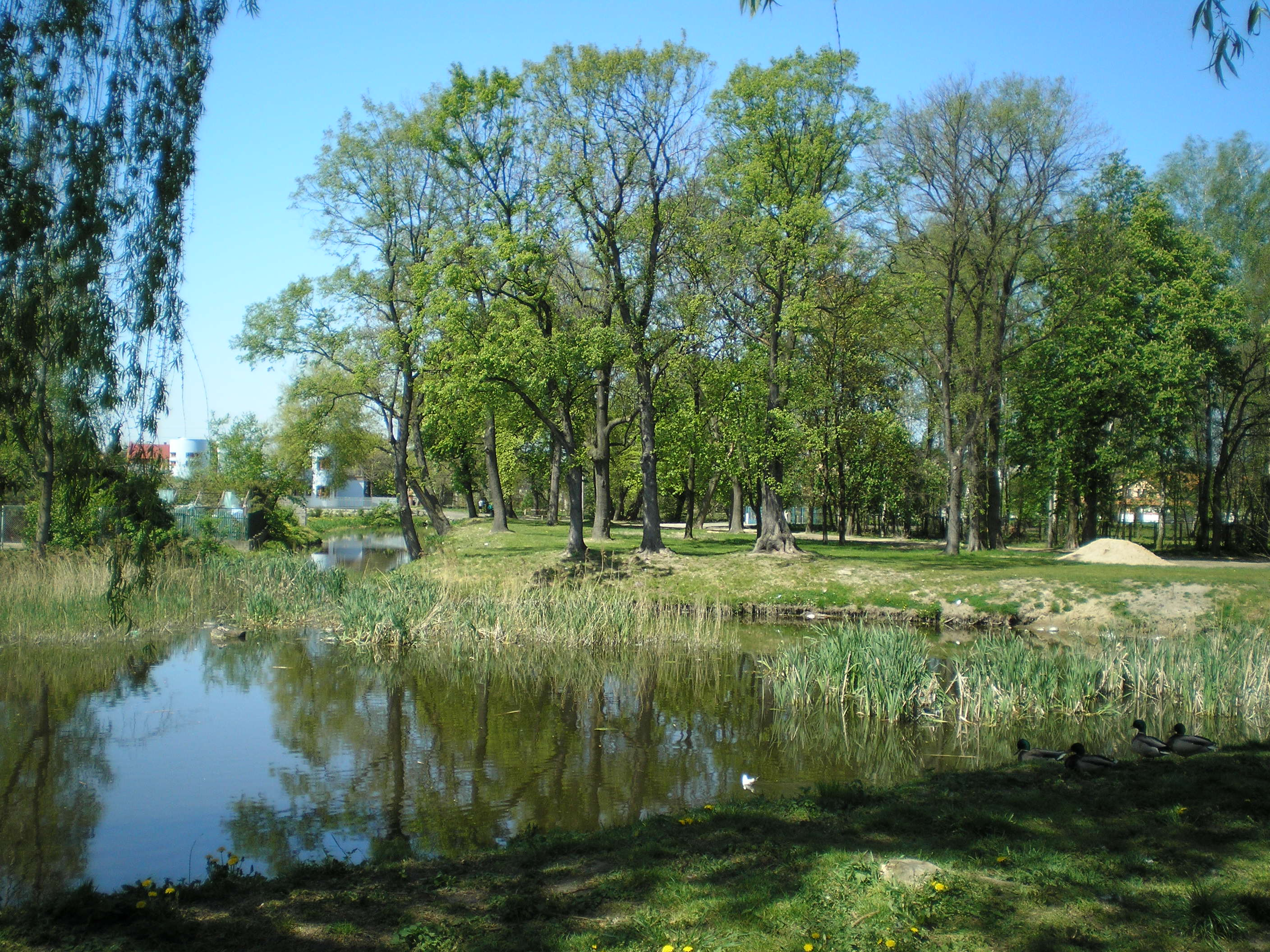
Парк
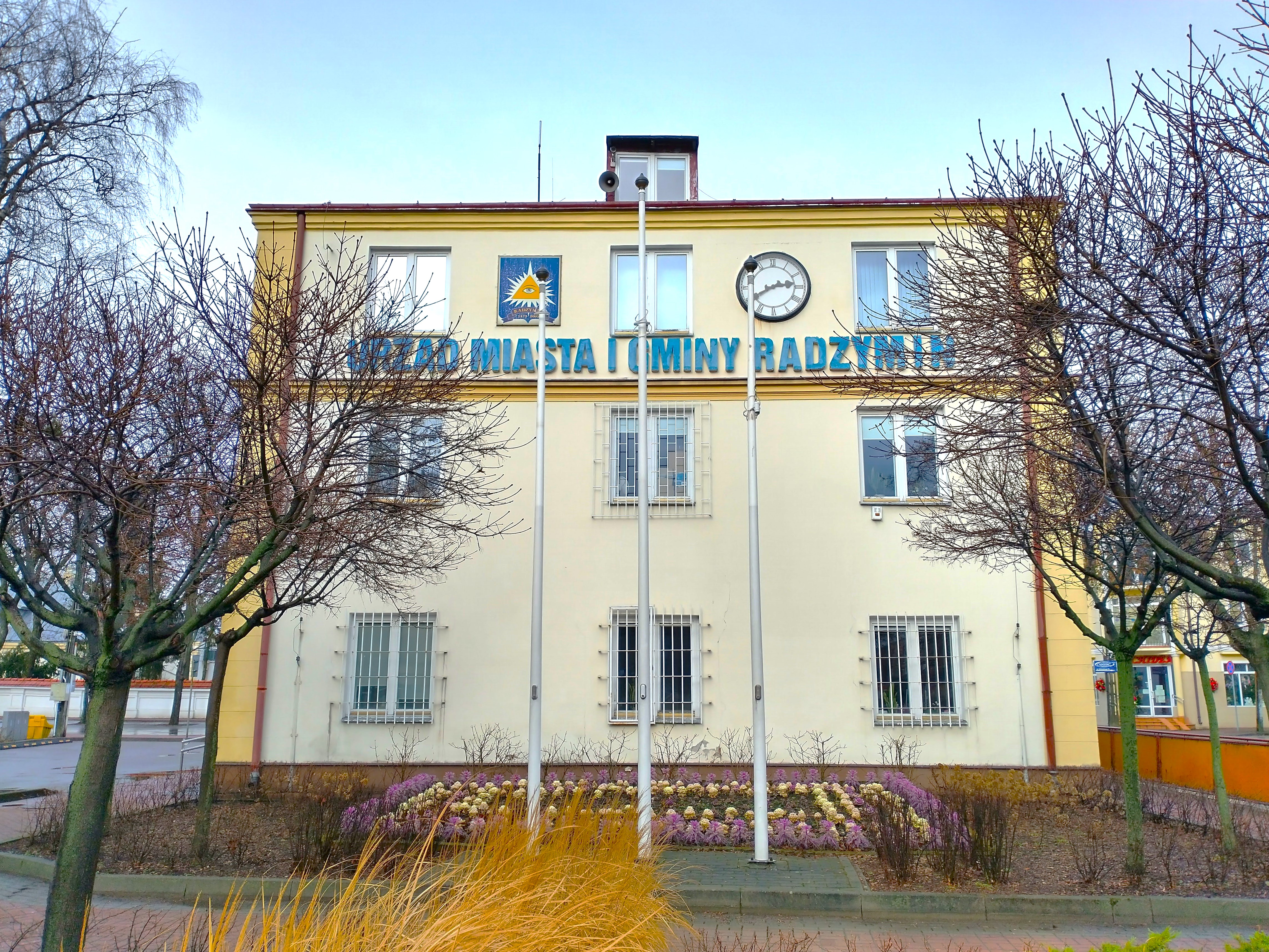
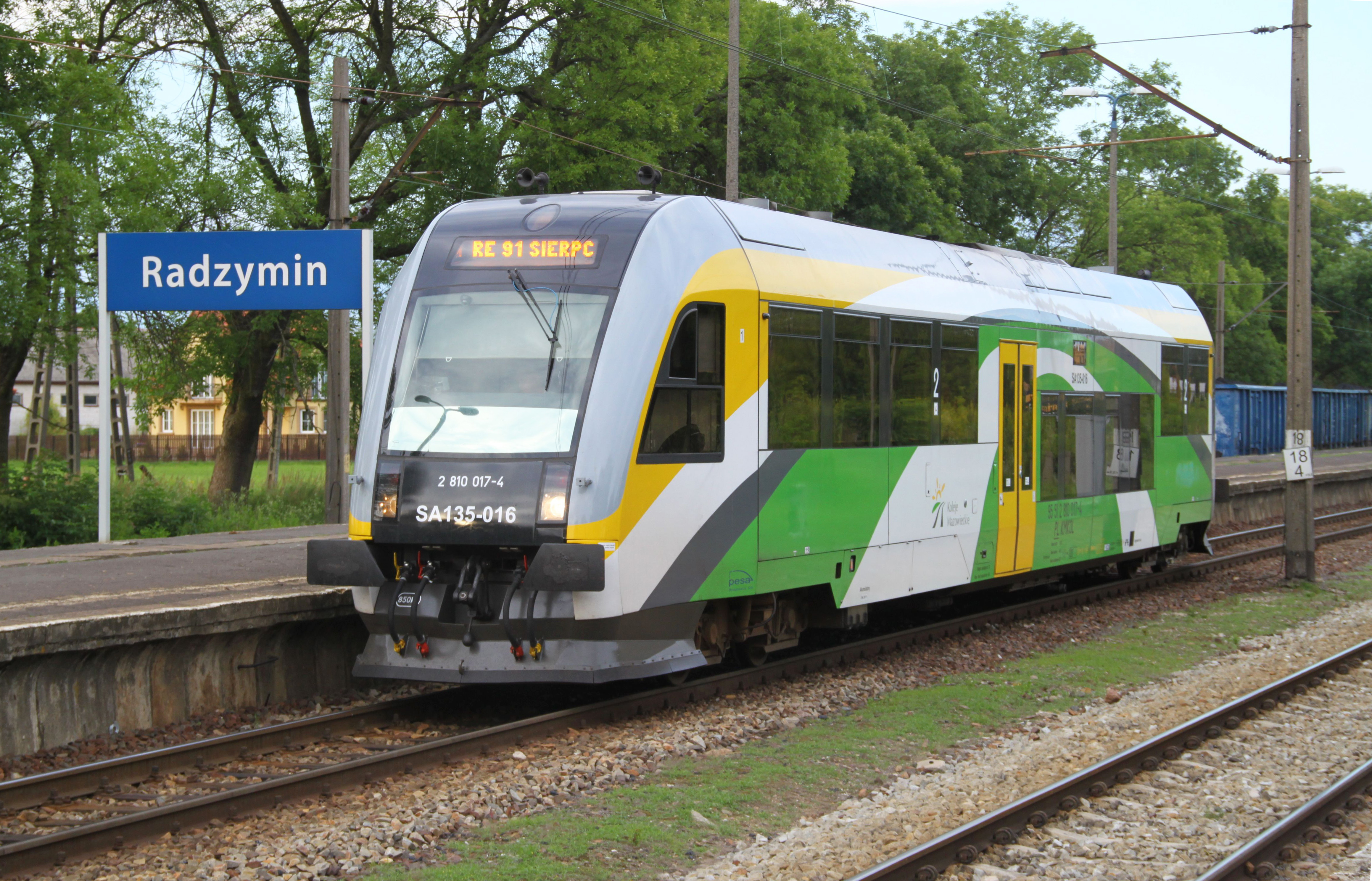